# Hyvinkään Ahmat
Hyvinkään Ahmat ist ein 1986 gegründeter finnischer Eishockeyklub aus Hyvinkää. Nach dem Konkurs der Profimannschaft verfügt der Verein nur noch über eine Nachwuchsabteilung.

## Geschichte
Der Verein wurde 1986 gegründet. In der Saison 1996/97 nahm die Profimannschaft von Hyvinkään Ahmat erstmals am Spielbetrieb der I-divisioona, der damaligen zweithöchsten finnischen Spielklasse, teil. Zur Saison 2000/01 wurde die Mannschaft in die Mestis, die nach einer Reform der Spielklassen im finnischen Eishockey neue zweite Liga, aufgenommen. Im Anschluss an den Abstieg in der Saison 2003/04 ging die Profiabteilung von Hyvinkään Ahmat in Konkurs. Seither besteht der Verein nur noch aus einer Juniorenabteilung.

## Bekannte Spieler
- Timo Blomqvist
- Juha Kaunismäki
- Mika Oksa
- Mikko Strömberg
- Lauri Tukonen
- Mikko Viitanen